# Richard Hageman
Richard Hageman (Leeuwarden, 9 luglio 1881 – Beverly Hills, 6 marzo 1966) è stato un compositore olandese naturalizzato statunitense di colonne sonore cinematografiche.
Nel 1937 avviene la prima rappresentazione nel Metropolitan Opera House di New York di "Caponsacchi", opera in 1 prologo, 3 atti ed 1 epilogo di sua composizione, libretto di Arthur Frederick Goodrich diretta dal compositore con Lawrence Tibbett.

## Premi Oscar Miglior Colonna Sonora

### Vittorie
- Ombre rosse (1940)

### Candidature
- Un vagabondo alla corte di Francia (1939)
- Quelli della Virginia (1941)
- Viaggio senza fine (1941)
- L'ultimo duello (1942)
- I misteri di Shanghai (1943)